# 魏聯奎
魏联奎（1849年—1925年）又名星五，字文垣。河南荥阳人。清末民初政治人物。

## 生平
魏联奎幼年家庭贫困，无钱上学，乃常在私塾旁听。后受塾师王调元赏识，魏联奎免费入学。后来，魏联奎考入大梁书院。光绪八年（1882年），魏联奎中举人，光绪十二年（1886年）中进士。同年五月，著主事分部学习，历任刑部主事、刑部左丞，任职30多年。后辞职回到家乡，在郑州居住。
1913年，魏联奎首倡并集资创建了“郑州贾鲁河水利公司”，兴修水利。魏联奎亲自为征购土地等事奔波。民众因为相信风水，又不愿意地块遭到剖开，故征地非常困难。魏联奎给爱财者以大笔金钱，给爱名者以水利委员或股东称号。经过3年，终于修成了水渠，名为“魏公渠”。
魏联奎还呼吁为靠近大运河的54个县减漕。明朝至清朝，南方各省自大运河将粮食运往通县抵达北京。后来因为距大运河较远的州县运粮困难，容易耽误期限，经私下协商，乃委托靠近运河的54个县代办漕运。距大运河较远的州县每年给54个县补贴。后来年深日久，54个县的漕数成了定额，远离运河的州县也不再给补贴。清朝之后，漕数被折为银子，并多次增加，近河54个县民众负担沉重。1918年，魏联奎联络河南省内外54个县的人士吁请减漕，在北京、开封设“漕粮商榷会”，54个县都派出代表参加。魏联奎还在北京、开封奔走，多次咨请河南省政府、北京政府财政部核实漕数。3年之后，减漕获得批准，其中河南省每年减漕达24万余两银子。
晚年，魏联奎住在山西省平陆县岳家庄，读书并教育子孙。1925年7月，魏联奎病逝。

## 著作
- 《燹余诗集》
- 《知行辩》
- 《减漕录》[1]